# Премія Клюмпке-Робертс

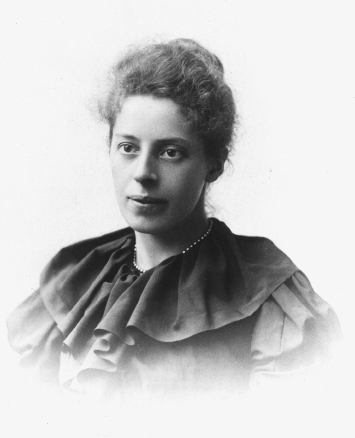
Доротея Клюмпке-Робертс

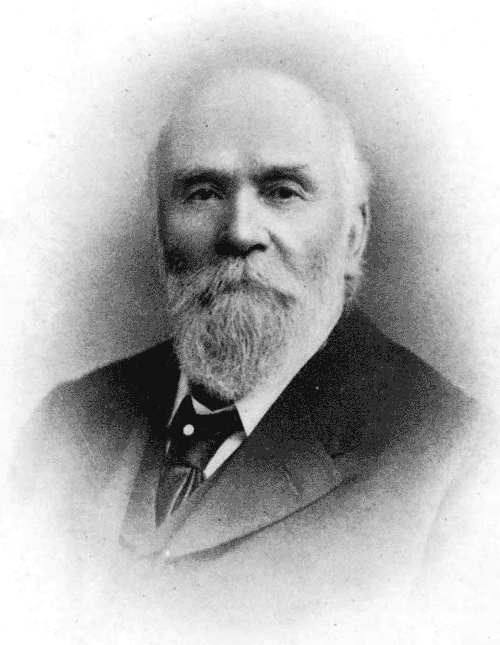
Ісаак Робертс

Премія Клюмпке-Робертс (англ. Klumpke-Roberts Award) — одна з семи нагород за заслуги в астрономії та астрономічній освіті, які присуджувало Тихоокеанське астрономічне товариство. Премія була заснована за заповітом астрономки Доротеї Клюмпке-Робертс на честь її чоловіка Ісаака Робертса та її батьків.
Премія відзначає видатний внесок у суспільне розуміння та оцінку астрономії. Її присуджують «особам, які займаються наукою, освітою, письменницькою діяльністю/публікацією, телерадіомовленням, популяризацією астрономії, мистецтвом або іншими видами діяльності» з усіх країн і є однією з найпрестижніших у світі нагород такого роду.

## Лауреати
Список лауреатів премії:
- 1974: Карл Саган
- 1975: Айзек Азімов
- 1976: Чеслі Боунстел
- 1977: Фред Гойл
- 1978: Патрік Мур
- 1979: Вільям Кауфманн (William J. Kaufmann III)
- 1980: Вальтер Салліван[en]
- 1981: Дітрік Томсен (Dietrick Thomsen)
- 1982: Барт Ян Бок
- 1983: Гелен Гоґґ
- 1984: Дебора Бірд[en]
- 1985: Джеймс Стоклі (James Stokley)
- 1986: Тімоті Ферріс[en]
- 1987: Редактори журналу Sky & Telescope
- 1988: Джозеф Чемберлен[en]
- 1989: Ед Крупп[en]
- 1990: Дональд Голдсміт (Donald Goldsmith)
- 1991: Річард Беррі (Richard Berry)
- 1992: Філіп Моррісон[en]
- 1993: Девід Моррісон [en]
- 1994: Ендрю Франкной[en]
- 1995: Гейді Гаммел (Heidi Hammel)
- 1996: Теренс Дікінсон[en]
- 1997: Френклін Бренлі (Franklyn M. Branley)
- 1998: Джулієта Ферро
- 1999: Стівен Маран[en]
- 2000: Джек Горкгеймер[en]
- 2001: Сенді Престон (Sandi Preston)
- 2002: Дон Девіс and Джон Ломберг[en]
- 2003: Hubble Heritage Project[en], Науковий інститут космічного телескопа
- 2004: Сет Шостак
- 2005: Джефф Голдштейн (Jeff Goldstein)
- 2006: Джефрі Розендгал (Jeffrey Rosendhal)
- 2007: Норін Грайс (Noreen Grice)
- 2008: Дава Собел[en]
- 2009: Ізабель Гокінз[en]
- 2010: Марсія Бартусяк[en]
- 2011: Пол Девіс
- 2012: Ян Рідпат[en]
- 2013: Мері Кей Геменвей (Mary Kay Hemenway)
- 2014: Денніс Шац (Dennis Schatz)
- 2015: Роберт Немірофф[en] і Джеррі Боннелл (Jerry Bonnell)
- 2016: Кріс Імпі
- 2017: Пол Делані (Paul A. Delaney)
- 2019: Джей Пасачофф[en]
- 2021: Ларс Ліндберг Крістенсен[en]